# Billy Pitt
Billy Pitt (état-civil inconnu) est un acteur de théâtre et de cinéma belge actif des années 1900 aux années 1940.

## Biographie
Malgré une carrière de plus de quarante ans sur scène et à l'écran, on ne sait pratiquement rien de Billy Pitt, pas même son véritable nom.
L'acteur reste surtout connu pour avoir créé en 1938, au théâtre comme au cinéma, le personnage pittoresque de Madame Chapeau devenu depuis une figure emblématique de la vie bruxelloise dans l'entre-deux-guerres.

## Carrière au théâtre
- 1908 : Rire c'est rire, revue de Henri Enthoven, à la Maison du Rire à Bruxelles (janvier)[2]
- 1908 : Vous y viendrez !, grande revue d'été en 2 actes, un prologue et 6 tableaux de Henri Enthoven, à l'Alcazar de Bruxelles (17 juillet)[3]
- 1909 : Une revue à l'Alhambra !, revue d'été de Henri Enthoven et Léon Berryer, au théâtre de l'Alhambra de Bruxelles (1er juillet)
- 1909 : Jubilons !, revue de Fernand Wicheler, à l'Olympia de Bruxelles (22 septembre)
- 1909 : Sport...ez vous bien !, revue sportive à grand spectacle en 3 actes dont un prologue d'Armand Varlez, au Diamant-Palace de Saint-Gilles (18 décembre)[4]
- 1911 : V'là la Gaîté, revue à grand spectacle en 14 tableaux de Georges Hauzeur, Fernand Servais et Léon Berryer fils, au théâtre de la Gaîté de Bruxelles (16 décembre)
- 1912 : Le Vieux de la Saint-Jean, fantaisie en 3 actes de Fernand Servais et Léon Berryer fils, musique de Fernand Bastin, parodie du Feu de la Saint-Jean, comédie en 3 actes de Frantz Fonson et Fernand Wicheler, au théâtre de la Gaîté de Bruxelles (31 janvier)[5]
- 1912 : Par fil spécial, pièce en 1 acte de Fernand Servais et Léon Berryer, au théâtre de la Gaîté de Bruxelles (23 février)
- 1912 : Chaque son z'oiseau, revue d'été de Paul Murio, à l'Olympia de Bruxelles (9 mai)
- 1912 : Une leçon d'amour, opérette de Henri Enthoven et Chervil, musique de Louis Frémeaux, au théâtre de la Gaîté de Bruxelles (17 septembre)
- 1912 : Tiens, il pleut !, pièce en 1 acte de Paul Murio, au théâtre de la Gaîté de Bruxelles (octobre)
- 1912 : Bruxelles hauts-vols, revue de Fernand Servais et Paul Murio, au théâtre de la Gaîté de Bruxelles (11 novembre)
- 1912 : Ça vaut le coût, revue en 2 actes de Fernand Servais et Paul Murio, aux Folies-Bergère de Bruxelles (décembre)
- 1913 : On va une fois rire !, revue bruxelloise en 3 actes et 4 tableaux de Fernand Servais et Paul Murio, musique de Fernand Bastin, aux Folies-Bergère de Bruxelles (22 mars) puis à la Scala de Paris (30 mai)[6]
- 1914 : Viens profiteï avec !, revue bruxelloise en 3 actes et 18 tableaux de Fernand Servais et Paul Murio, à la Scala de Paris (29 mai)[7]
- 1920 : La Veuve joyeuse, opérette en 3 actes de Franz Lehar, livret de Victor Léon et Leo Stein, à la Scala de Bruxelles (octobre)
- 1924 : Le Baron Vadrouille, opérette en 3 actes d'André Mauprey d'après Der Juxbaron de Nullo et Haller, musique de Walter Kollo, au Variétés-Casino de Marseille (avril)
- 1936 : La Reine du film, opérette à grand spectacle en 3 actes de Jean Gilbert, au Kursaal de Momignies (16 février)[8]
- 1938 : Bossemans et Coppenolle, pièce en trois actes de Paul Van Stalle et Joris d'Hanswyck, mlse en scène de Marcel Roels, au théâtre du Vaudeville de Bruxelles (25 février) puis au théâtre de Paris (29 avril) : Madame Chapeau[9],[10].

## Carrière au cinéma
- 1934 : Les Quatre Mousquetaires de Gaston Schoukens
- 1938 : Bossemans et Coppenolle, de Gaston Schoukens : Madame Chapeau[11]
- 1945 : Baraque n° 1 d'Émile-Georges De Meyst